# Drepung
| Tibetische Bezeichnung                          |
| ----------------------------------------------- |
| Tibetische Schrift: འབྲས་སྤུངས་                    |
| Wylie-Transliteration: ’bras spungs             |
| Aussprache in IPA: [ʈʂɛpuŋ]                     |
| Offizielle Transkription der VRCh: Zhaibung     |
| THDL-Transkription: Drepung                     |
| Andere Schreibweisen: Drébung, Drebung, Dräpung |
| Chinesische Bezeichnung                         |
| Traditionell: 哲蚌寺                            |
| Vereinfacht: 哲蚌寺                             |
| Pinyin:Zhébàng Sì                               |

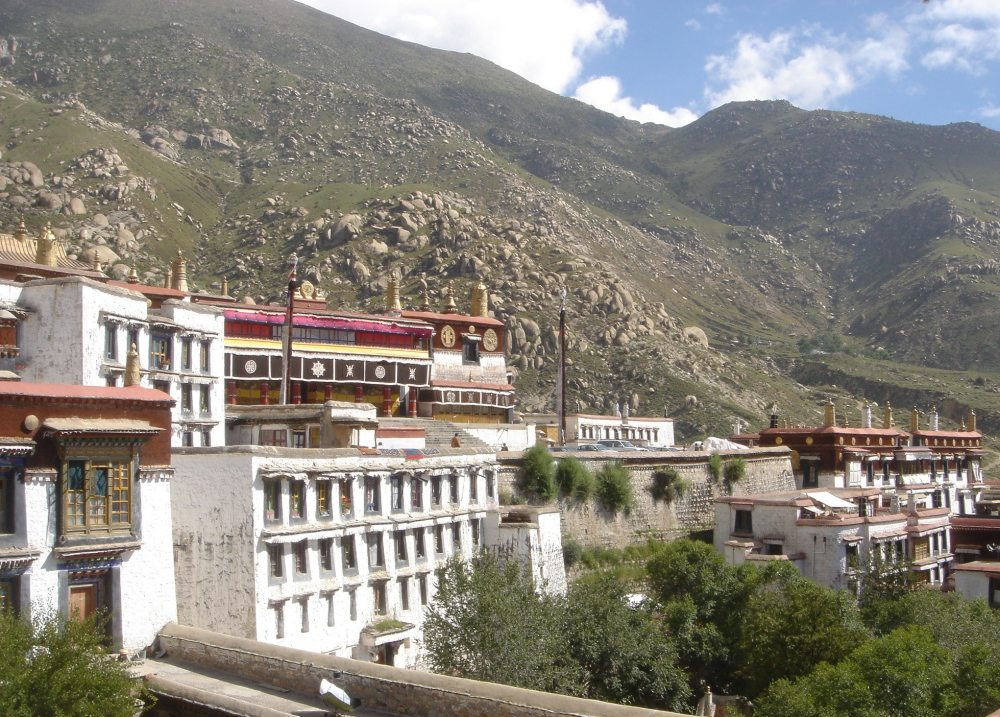
Kloster-Universität Drepung

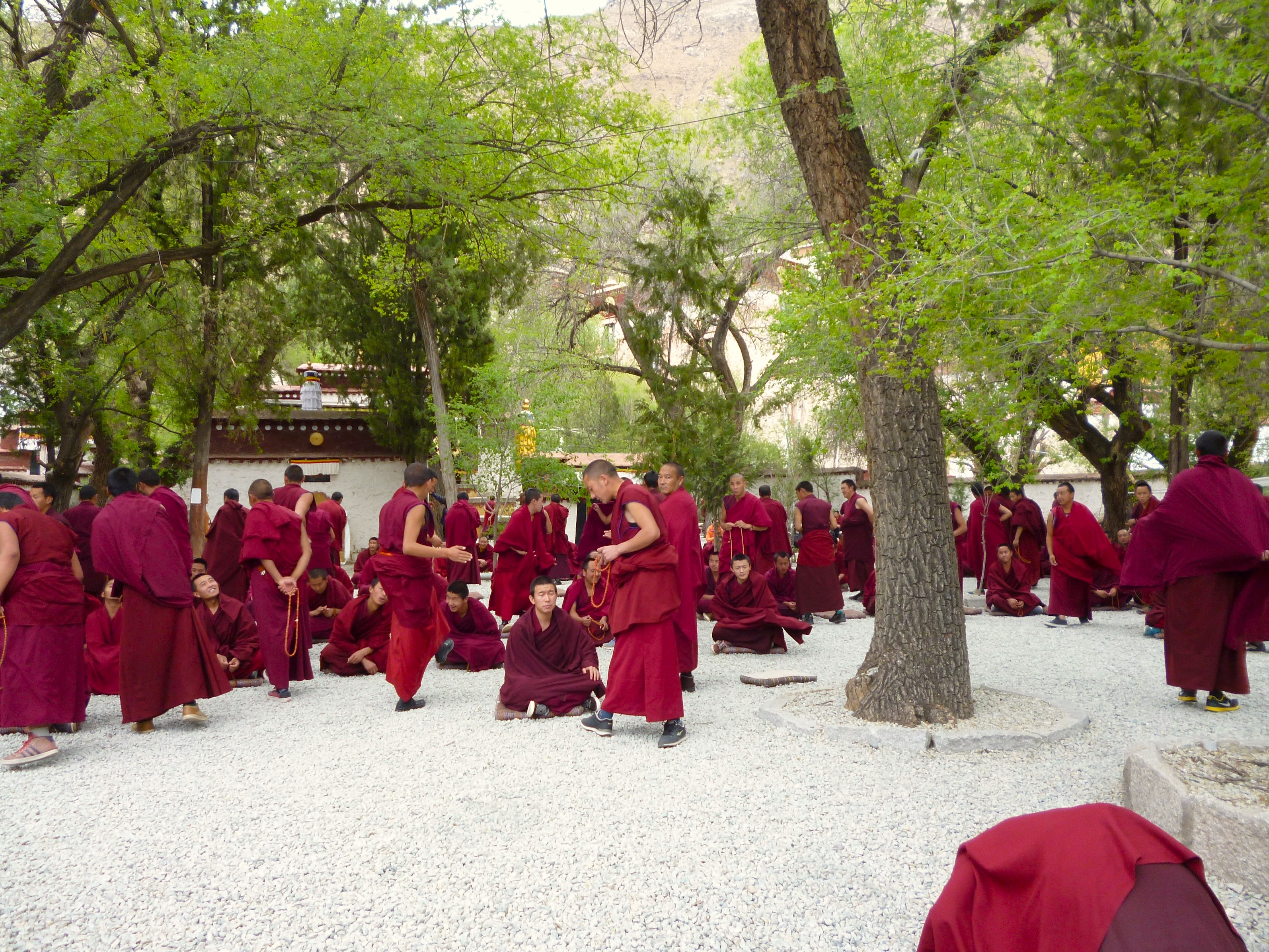
Novizen und Mönche debattieren im Klostergarten

Drepung ist eines der bedeutendsten Klöster der Gelug-Schule und war eines der drei großen so genannten „Staatsklöster“ des früheren Tibet, nicht ganz 10 km westlich von Lhasa gelegen.

## Geschichte
Drepung wurde 1416 von Jamyang Chöje Trashi Pelden (‘jam dbyangs chos rje bkra shis dpal ldan) – einem Schüler des Tsongkhapa, des Begründers des Gelug-Ordens – gegründet. Als ehemalige Residenz der Dalai Lamas (vor deren Übersiedlung in den Potala-Palast zu Lhasa) hatten die Äbte von Drepung stets eine wichtige Rolle in der Politik Tibets inne, die sich z. B. in der jährlichen Übernahme der städtischen Regierung von Lhasa zum Mönlam-Fest (dem tibetischen Neujahrsfest) manifestierte. Die Äbte von Drepung gehörten stets dem engsten Rat des Dalai Lama an und bekleideten oft wichtige Posten wie z. B. den des Regenten zwischen dem Ableben eines Dalai Lama und der Regierungsübernahme des nächsten (was oft eine rund 20-jährige Amtsperiode bedeutete).
1618 griff der König von Tsang Lhasa an und „übersäte die Berge um Drepung mit den Leichen der Mönche.“ (vgl. 10. Karmapa) Die chinesischen Kaiser setzten im 18. Jahrhundert die Höchstzahl der Bewohner auf 7700 fest, davon waren nur etwa zehn Prozent gebildete Mönche, der Rest Arbeiter.
In den Jahren von 1911 bis 1913, als der 13. Dalai Lama versuchte, alle Han-Chinesen aus Tibet zu vertreiben, stellten sich die Mönche von Drepung, vor allem die der Loseling-Fakultät, gemeinsam mit dem Kloster Tengyeling in Lhasa auf die Seite der chinesischen Regierung und gegen den Dalai Lama. Tausende Mönche von Drepung wurden von der Regierung in Lhasa bestraft, doch Drepung entging dem Schicksal von Tengyeling, dessen Mönche vertrieben und dessen Besitz beschlagnahmt wurde und das dem Erdboden gleichgemacht wurde.
Von 1913 bis 1919 war der Dalai Lama mit dem Konflikt im Osten (Kham/Xikang) und der Shimla-Konferenz beschäftigt, doch 1920 spitzte sich die Auseinandersetzung zwischen Drepung und der Regierung des Dalai Lama wieder zu. Im Mai 1921 nutzte die Regierung einen Konflikt zwischen dem Kloster und einem seiner ehemaligen Verwalter um ein Grundstück, lockte die drei höchsten Verwalter der Loseling-Fakultät nach Zhol, ließ sie verhaften, auspeitschen und aus Lhasa verbannen sowie ihr Eigentum beschlagnahmen; darauf zogen Tausende Mönche von Drepung zum Norbulingka und verlangten, zum Dalai Lama vorgelassen zu werden. Der Dalai Lama ließ die tibetische Armee bei Drepung zusammenziehen; im August lagerten rund 3000 Regierungssoldaten in Lhasa; sie standen 4000 bis 5000 Mönchen gegenüber. Drepung gab nach, rund 60 Mönche wurden verhaftet, verprügelt und an den Pranger gestellt. Der Dalai Lama entließ alle Verwalter der Klosterabteilungen und setzte neue ein.
Das Kloster hatte das Recht 45 verschiedene Steuern einzutreiben, z. B. pro Tür oder Fenster je Wohnhaus der Hintersassen, Haarschnitte usw. Während des alljährlich dreiwöchigen Festivals in Lhasa trieb man auch hier gewaltsam Abgaben ein, die entsprechenden Mönche waren mit Lanzen und Säbeln bewaffnet. Sie hatten das Recht der Gerichtsbarkeit, das wie überall in Tibet grausame Körperstrafen vorsah, so wurden Schafsdieben z. B. die Augen ausgestochen. Vor 1959 lebten in Drepung über 10.000 Mönche, es war das größte Kloster Tibets und besaß 186 Landgüter, verfügte über rund 20.000 Leibeigene, 300 Weidegebiete und 16.000 Hirten. Noch 1962, drei Jahre nach der Landreform, die dem Grundbesitz auf eine für die Selbstversorgung nötige Fläche reduzierte, wurden hier 700 Ordinierte, darunter 200 als Arbeitskräfte missbrauchte Kindermönche im Alter von 7 bis 15 gezählt. Im Oktober 1975 lebten hier 300 Mönche.
Während der Kulturrevolution wurde Drepung vor der Zerstörung durch die Roten Garden bewahrt; Mitte der 1980er Jahre gab es wieder zwanzig Mönche, im Jahr 2005 waren es etwa 640. Das Kloster steht seit 1982 auf der Liste der Denkmäler der Volksrepublik China.

## Anlage
Im Zuge der so genannten Kulturrevolution wurde das Kloster, wie auch das ebenfalls in der Nähe gelegene Großkloster Sera, kaum zerstört, während die 40 km östlich von Lhasa sich auf einem hoch aufragenden Bergrücken gelegene Klosterstadt Ganden mehr oder weniger dem Erdboden gleichgemacht wurde. In Drepung sind auch die zentrale Versammlungshalle, die Versammlungshallen der vier Fakultäten des Klosters (Loseling, Gomang, Ngagpa und Deyang) und der ehemalige Regierungspalast des Dalai Lama (Ganden Phodrang) erhalten geblieben.